# Cost per install
Цена одной установки приложения (англ. CPI — cost per install) — рекламная метрика, применяемая в мобильном интернет-маркетинге, которая показывает стоимость установки приложения. Представляет собой отношение бюджета рекламной кампании к общему количеству успешных установок приложения на мобильные устройства. По сути, является моделью продажи, при которой рекламодатель платит только за факт установки мобильного приложения, которую совершил заинтересованный пользователь.

## Область применения
CPI модель продвижения приложений привлекательна тем, что в отличие от CPC и CPM моделей, рекламодатель оплачивает только реальные конверсии и бюджет рекламной кампании расходуется более эффективно. Недостатком же является более высокая стоимость CPI продвижения приложений и вероятность получить искусственный интерес пользователей и установки. Для проверки качества установок используются трекеры и системы аналитики для мобильных приложений.
CPI модель чаще всего применяется в партнерских программах: клиент платит рекламной сети за общее количество установок приложений, партнеры рекламной сети размещают рекламу и получают от рекламной сети вознаграждение за каждый инсталл (установку приложения на мобильное устройство).

## Формула расчета
Цена за одну установку мобильного приложения рассчитывается по следующей формуле:
{\displaystyle CPI={\frac {\text{Затраты на рекламу приложения}}{\text{Общее число установок}}}}

## Пример расчета
Допустим, рекламодатель потратил $10 000 на интернет-рекламу, получив 25 000 установок рекламируемого мобильного приложения. Показатель CPI будет рассчитываться следующим образом:
- цена установки приложения = $10 000 ÷ 25 000 установок = $0,4